# Kardinalska imenovanja pape Kalista III.
Papa Kalist III. za vrijeme svoga pontifikata (1455. – 1458.) održao je 2 konzistorijs na kojima je imenovao ukupno 9 kardinala.

## Konzistorij 17. rujna 1456. (I.)
1. Lluís Joan del Milà, nećak Njegove Svetosti, segorbski biskup, Španjolska
2. Jaime de Portugal, administrator nadbiskupije Lisabon, Portugal
3. Rodrigo de Borja y Borja, nećak Njegove Svetosti, sakristan u Valenciji, Španjolska[a]

## Konzistorij 17. prosinca 1456. (II.)
1. Rinaldo Piscicello, napuljski nadbiskup
2. Juan de Mella, zamoranski biskup, Španjolska
3. Giovanni Castiglione, pavijski biskup
4. Enea Silvio Piccolomini, sienski biskup[b]
5. Giacomo Tebaldi, montefeltranski biskup
6. Richard Olivier de Longueil, kutanski biskup, Francuska